# Adela Pankhurst
Adela Pankhurst (Manchester, 15 de juny de 1885 - Sydney, Austràlia, 23 de maig de 1961) va ser una militant política sufragista que va cofundar el Partit Comunista d'Austràlia el 1920 i el Primer Moviment d'Austràlia (en anglès, Australia First Movement).
Ja des d'adolescent, va militar en la Women's Social and Political Union, que havia fundat sa mare amb les seves germanes (era filla de Richard Pankhurst i Emmeline Pankhurst; les seves germanes eren Sylvia i Christabel). L'any 1914 va emigrar a Austràlia a causa de certes desavinences amb la seva mare (vegeu etnografia i immigració a Austràlia). Durant la Primera Guerra mundial va ser reclutada com a organitzadora de la Women's Peace Army, un moviment contrari a aquesta guerra, i a més dels mítings va escriure el llibre pacifista Put Up the Sword. El 1920 va participar en la fundació del Partit Comunista Australià, però més tard es va decebre del comunisme. Així, el 1928, va fundar el partit anticomunista Australian Women's Guild of Empire. Va anar evolucionant políticament cap a la dreta, fins que el 1941 va fundar el partit nacionalista i de dretes Australia First Movement. Al llarg de la seva vida, però, el pacifisme i el feminisme es van mantenir com a ideals constants, per exemple, el 1942, en la Segona Guerra Mundial, va ser detinguda per oposar-se a la guerra contra Japó.